# タンクメイト

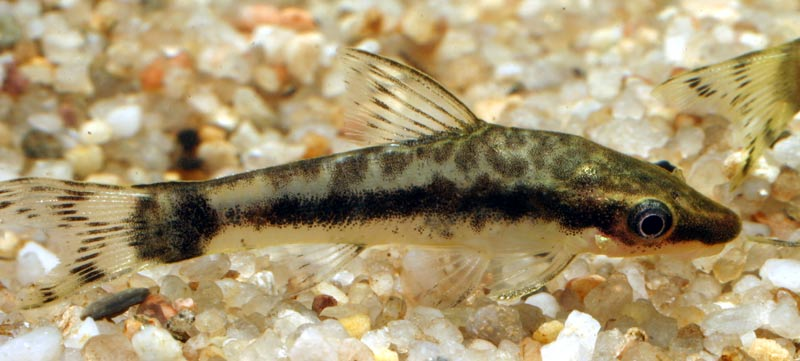
オトシンクルス

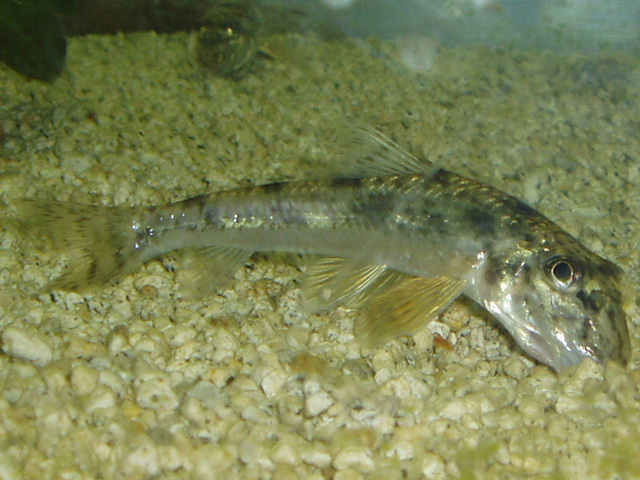
砂底の餌を漁るカマツカ

タンクメイトとは、観賞魚を水槽内で飼育する場合に、メインの魚に随伴して飼育する魚やその他の水生生物をいう。水槽内に視覚的な変化をもたらす他、餌の食べ残し、死骸、ガラス面や水草を覆う「コケ」（藻類や細菌類が作り出すバイオフィルムのこと）などを食べて取り除く役目を担う。
タンクメイトを選択する条件として、おとなしくメインの魚と争わないこと、弱すぎず餌とならないこと、遊泳域が重ならないことなどがある。
苔取り生体、アルジイーター（Algae eater/algivore）とも呼ばれる。

## 主なタンクメイト

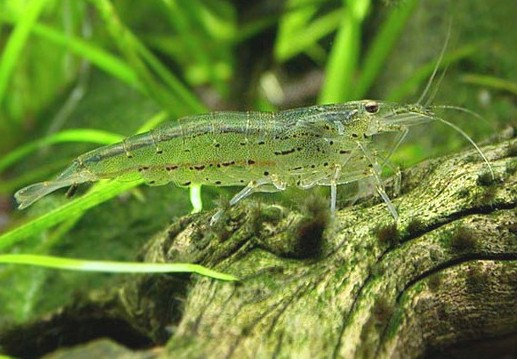
ヤマトヌマエビ
水槽内の バイオフィルムや死骸を食べる。ヌマエビ科のエビの中でも大型で活発なため、分布域外でもよく販売・飼育される。テトラ類やメダカなど小型魚との飼育に適し、比較的安価に入手できる。ただし、餌が不足すると水草の新芽を食い荒らしたり、弱った小型魚を襲うことがある。また、繁殖させるには卵から孵化した幼生を海水水槽に移す必要がある。他のヌマエビ類として、水槽内での繁殖が可能なミナミヌマエビ、丈夫なトゲナシヌマエビなども利用できる。
イシマキガイ、およびその近縁種
水槽面を這い、バイオフィルムを専食する。動きは遅いが水草を食べることがない。逆さに落ちてしまうと自力で戻る事が出来ず放置すると死んでしまうため、飼育者が手助けしてやる必要がある。イシマキガイは西日本の各河川で捕獲できるうえ、多くの近縁種も市場に出回っており、安価に入手可能である。環境が合えば頻繁に産卵するが、人工環境下での繁殖は難しい。
オトシンクルス・オトシンネグロ
いずれも体長4cm前後と小型のナマズ。小型水槽のコケ取りに役立つ。
アルジイーター
「アルジ（＝藻類）を食べる者」という名の通り、コケ取りに役立つ。成長するとテリトリー意識が強くなり、回りの魚を追い払ったり攻撃を仕掛けるようになる上、食性が変わりコケをあまり食べなくなるため、コケ取りが目的であればフライングフォックスやオトシンクルスが選ばれる場合がある。
カマツカ・ツチフキ
コイ科の底生魚。日本産淡水魚との混泳に適し、底床（砂利など）の掃除屋として役立つ。ただし餌を摂る際や砂に潜る際に底砂を掘り起こすため、水草を抜いてしまうことがある。